# Červený Hrádek
Červený Hrádek  (deutsch Rothenburg) ist eine Gemeinde mit etwa 200 Einwohnern in Tschechien. Sie liegt neun Kilometer nordöstlich von Dačice und gehört zum Okres Jindřichův Hradec.

## Geographie

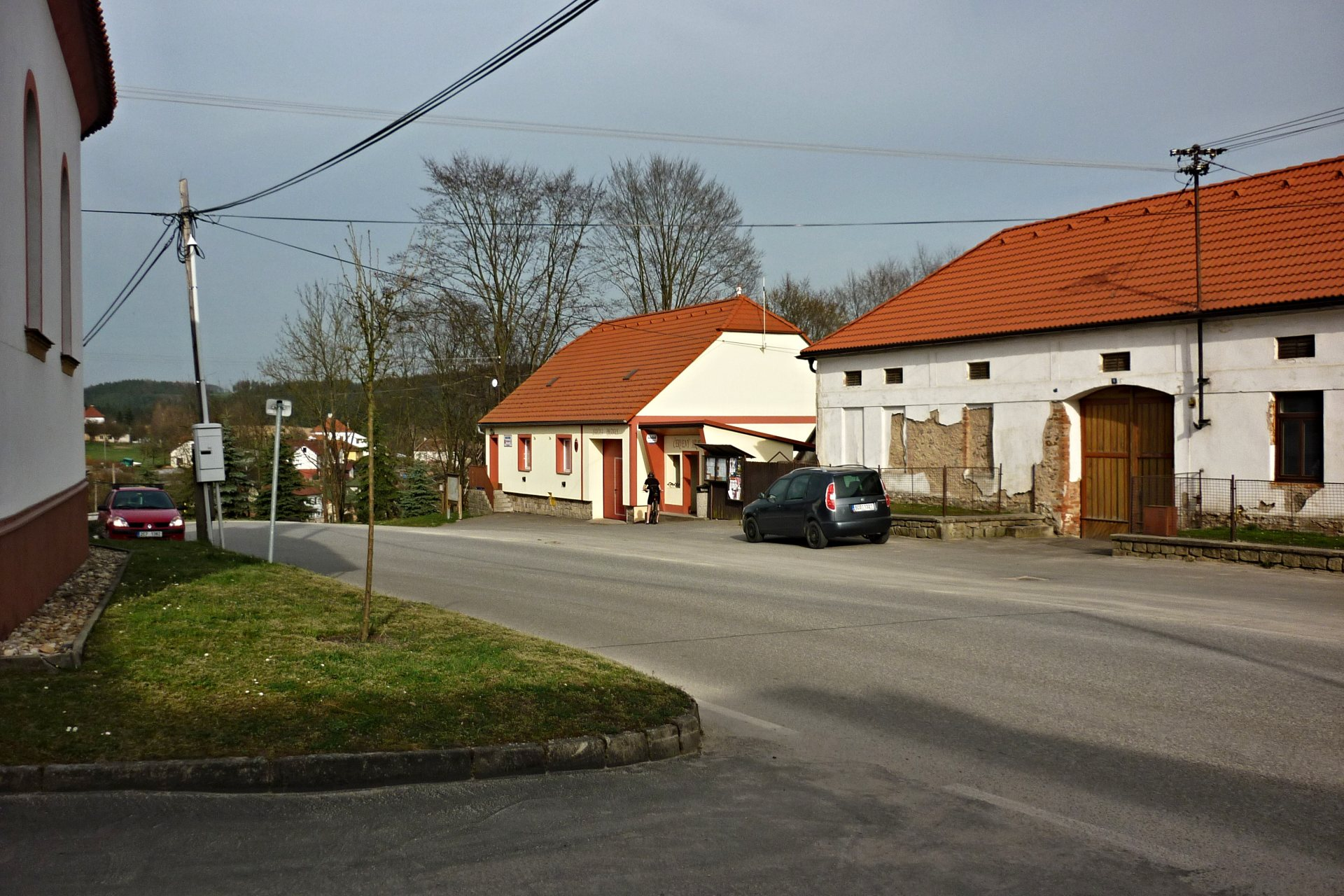
Červený Hrádek

Der Ort befindet sich in den südlichen Ausläufern der Böhmisch-Mährischen Höhe an der Einmündung der Řečice in die Vápovka.
Nachbarorte sind Brázdův Mlýn im Norden, Nová Říše im Nordosten, Krasonice im Osten, Bohusoudov im Südosten, Jersice und Hříšice im Südwesten sowie Dolní Vilímeč im Nordwesten.

## Geschichte
Erstmals urkundlich wurde der Ort 1233 als Besitz des Marquart von Hrádek (Markvart z Hrádku) genannt, der bis 1257 nachweisbar ist. Sein gleichnamiger Ahn war 1211 Stifter des Prämonstratenserinnenklosters in Nová Říše.
Auf einer Landzunge entstand an der Vápovka eine Feste, die ab 1585 als Schloss mit Gutshof bezeichnet wurde. Im 17. Jahrhundert fiel das Schloss wüst.
Einen Kilometer südlich liegt das Hegerhaus V Koutech, in dem auch Otokar Březina Gast war. Eine Gedenktafel erinnert an den Aufenthalt des Dichters.
Im Dorf sind verschiedene Sagen über einen feurigen Hund und den Waldgeist Hejkal überliefert.

## Sehenswürdigkeiten
- Marienkapelle am Dorfplatz, errichtet 1840

## Söhne und Töchter des Ortes
- Emilie Schleiss-Simandl (1880–1962), österreichische Bildhauerin und Keramikerin